# IQゼロガール
『IQゼロガール』（あいきゅう　ぜろがーる）は、テレQで放送されているバラエティ番組である。

## 概要
IQプロジェクトと博多ショークラブZEROGIRLとのコラボから生まれた番組。
プロデューサーから「IQ特命ディレクター」を任命された大庭彩歌が初めての仕事に葛藤しつつも、アイドル界、ショーダンス界を盛り上げる為に飛び回るバラエティ番組である。